# Rock'n Roll Circus (émission de radio)
Pour les articles homonymes, voir Rock 'n' Roll Circus.
Le Rock'n'Roll Circus était une émission de radio quotidienne diffusée en direct sur OÜI FM, de 1992 à 1997, conçue et animée par Kad Merad et Olivier Baroux.Tous les mercredis soirs, l'émission devenait Le Rock'n'roll Circus Live, diffusée en public depuis le Pub Monte Cristo, puis le Globo. 

## Sketchs
L'émission se composait de sketchs humoristiques, dont en particulier les suivants :
- La famille Gaillard (Les aventures tristes du Claude, de la Jeanne et de la Coquine)
- La synchronisation "live" d'Hélène et les Garçons
- Gribouille
- Qui a tué Pamela Rose?
- Le "film de boules" avec Tony et Jean-Pierre, auquel devait participer l'invité de l'émission live
- Mission impossible
- Les chansons de Philippe Jantrel (ses albums "Emouvance", "Révoltage" et "Sincéritude")[2]
- Les cascades des frères Logan
- Le prof André (et son unique auditeur Pierre)

Plusieurs de ces sketchs ont été repris par la suite par le duo lors de leurs émissions sur la chaîne Comédie+.
Les deux compères prévoient de remonter leur ancienne émission sous la forme d'un spectacle, "Kad et Olivier, le Rock'n'Roll Circus au Palace".